# Eduardo Francisco de Silva Neto
Eduardo Francisco de Silva Neto (Rio de Janeiro, 2 februari 1980), ook wel bekend onder de naam Dudu, is een Braziliaans voormalig voetballer die als aanvaller speelde.
Hij won in 2006 met Seongnam FC de K-League en werd bij de club in 2008 topscorer van die competitie.